# 楊奉
楊奉（2世纪？—197年），東漢末年人物，原为河东地区的白波賊首領，後成為李傕部將，曾護送漢獻帝從長安東歸洛陽，獲授車騎將軍。後曾投奔袁術和呂布，最終被劉備所殺。

## 生平
興平二年（195年），李傕因殺樊稠而與郭汜互相攻伐，李傕更裹脅漢獻帝到自己軍營中。期間楊奉與李傕軍吏宋果等人要謀殺李傕，但事跡敗露，於是楊奉領兵叛離李傕投奔郭汜。李傕軍團的實力因而受到影響。經過三個月爭戰，鎮東將軍張濟從弘農入長安勸和二人，並成功令二人同意送獻帝回洛陽。
於是楊奉被封為興義將軍，與楊定和董承及郭汜共同護送獻帝。但到新豐、霸陵附近時，郭汜又打算帶獻帝到郿縣。漢獻帝逃到楊奉軍中，楊奉和楊定與郭汜作戰，成功擊敗郭汜。郭汜敗走南山，楊奉則與董承繼續護送獻帝東歸。
及後李傕和郭汜都後悔放走漢獻帝，與是又同心追回獻帝，在曹陽追上獻帝並於東澗擊敗楊奉軍隊。同時，楊奉急召前白波賊首領韓暹、胡才、李樂等人及匈奴左賢王去卑來援，擊敗李傕軍，並繼續東歸。但李傕隨即再追，並擊敗楊奉等人，大殺隨行官員。獻帝入陝並渡過黃河，到達安邑。
建安元年（196年），楊奉與董承於七月成功護送獻帝回洛陽，楊奉獲授車騎將軍，後別屯梁縣。同年曹操到洛陽迎獻帝到許縣，楊奉領兵邀截，但追不上。曹操在許縣安置好獻帝後，於十月進攻楊奉，杨奉大败，所部骑都尉徐晃投降曹操。楊奉南奔袁術，曹操於是攻佔梁縣。楊奉與韓暹投奔袁術後，在揚州和徐州一帶領兵肆意暴虐。
建安二年（197年），袁術打算稱帝，並與呂布請婚，以求招引呂布作外援。但呂布在陈的影響下拒絕袁術，改投曹操，袁術於是派大將張勳帶領楊奉和韓暹進攻呂布。呂布依從陳珪之計，派人游說楊奉和韓暹背叛袁術，與呂布一同抵抗張勳軍，並以戰勝後所有戰利品作利誘。二人同意並最終大破張勳。後二人又與呂布水陸並進進攻袁術根據地壽春，沿途擄略，一路攻至鍾離才回軍。
吕布曾经命令杨奉取刘备地麦。
同年，韩暹、杨奉的军队缺粮，杨奉得知刘备怨恨吕布，秘密与刘备约定一同攻打吕布。刘备假装同意，杨奉率军去沛国见刘备，劉備请他入城吃饭，席间在座上捕殺楊奉。

## 相关作品

### 漫画
- 《火鳳燎原》（陳某）

### 电子游戏
- 《三国杀》（游卡桌游）